# Nesovinsonia vinsoni
Nesovinsonia vinsoni là một loài bọ cánh cứng trong họ Bọ hung (Scarabaeidae).